# Étienne Blanc

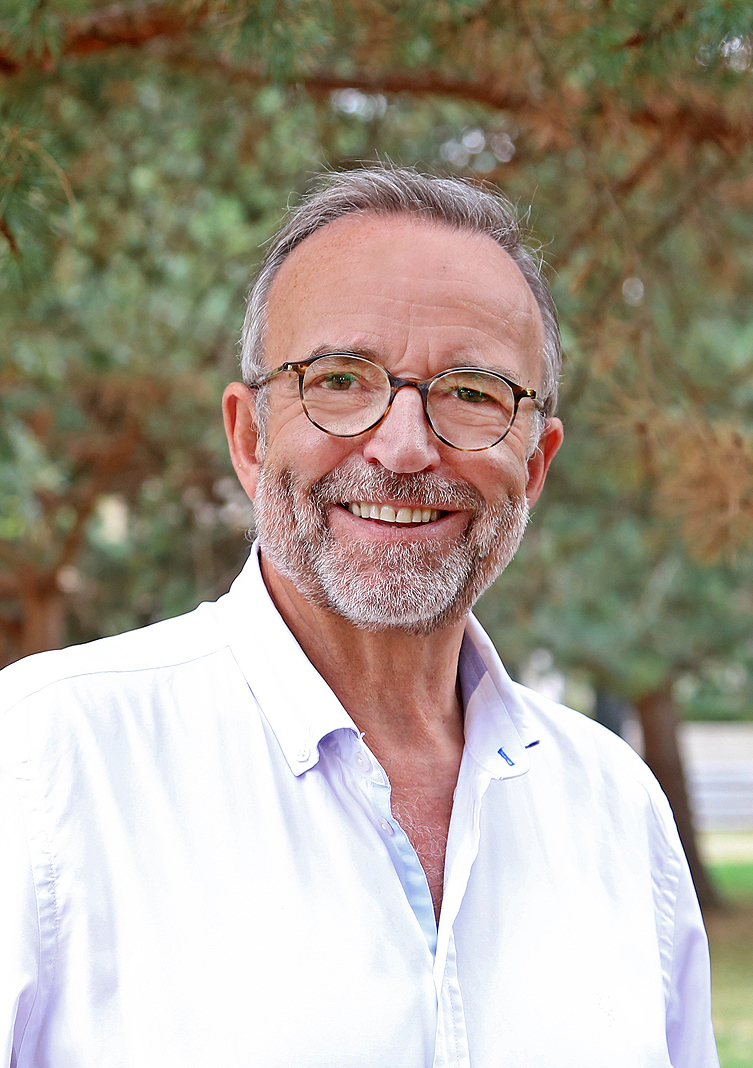
Étienne Blanc, 2020

Étienne Blanc (* 29. August 1954 in Givors) ist ein französischer Politiker. Er ist seit 2002 Abgeordneter der Nationalversammlung.
Blanc arbeitete als Anwalt, als er 1980 mit dem Einzug in den Stadtrat von Bourg-en-Bresse in die Politik einstieg. Er zog sich aus dem Stadtrat zurück, um 1991 zum Bürgermeister von Divonne-les-Bains gewählt zu werden. Er gehörte der Démocratie libérale an, die 2002 in die UMP integriert wurde. 2004 wurde er zum Vorsitzenden der UMP im Département Ain gewählt. Ab 1992 war er Mitglied des Regionalrats von Rhône-Alpes, dessen Vizepräsident er von 1998 bis 1999 war. 2002 wurde er im dritten Wahlkreis des Départements Ain in die Nationalversammlung gewählt, wonach er sich aus dem Regionalrat zurückzog. Als Abgeordneter wurde er 2007 und 2012 wiedergewählt.